# Río Naryn
El río Narýn (en kirguís, Нарын; en ruso: Нарын) es un largo río que nace en las montañas Tien Shan en la república de Kirguistán, en el Asia Central, y fluye al oeste por el valle de Ferganá en Uzbekistán. Aquí une sus aguas con el río Kara Daria para formar el Sir Daria. Tiene una longitud aproximada de 807 km y tiene un flujo anual de 13,7 kilómetros cúbicos. 
El río contiene muchos embalses que son importantes en la generación de electricidad. El más grande de estos es el embalse de Toktogul que contiene 19,9 kilómetros cúbicos del agua.